# Sainte-Colombe (Ródano)
Sainte-Colombe es una comuna francesa situada en el departamento de Ródano, en la región de Auvernia-Ródano-Alpes.
Pertenece a la mancomunidad Vienne Condrieu Agglomération.

## Geografía
Está situada a la orilla derecha del río Ródano, en el límite con el departamento de Isère, frente la ciudad de Vienne.

## Demografía
| 1881 | 1862 | 1722 | 1580 | 1560 | 1808 | 1911 | 1962 | 1884 |
| Para los censos de 1962 a 1999 la población legal corresponde a la población sin duplicidades (Fuente: INSEE [Consultar]) |      |      |      |      |      |      |      |      |